# كلية لانغفورد الإسلامية
كلية لانغفورد الإسلامية هي مدرسة إسلامية ابتدائية وعليا في ضاحية لانغفورد، في مدينة بيرث، عاصمة ولاية أستراليا الغربية. فتحت المدرسة في 2004 وفيها الآن أكثر من 1000 طالب.

## وصلات خارجية
- كلية لانغفورد الإسلامية